# 早石修
早石 修（はやいし おさむ、1920年1月8日 - 2015年12月17日）は、日本の医師、医学者。位階は従三位。専門は生化学、医化学。京都大学名誉教授、大阪バイオサイエンス研究所理事長。医学博士（1949年、大阪大学）。アメリカ合衆国カリフォルニア州生まれ。

## 経歴
- 1942年9月：大阪帝国大学医学部医学科卒業
- 1943年：海軍軍医中尉任官
- 1946年3月：大阪帝国大学医学部助手
- 1949年7月：「抗菌性物質に関する研究」により、大阪大学より医学博士の学位を取得
- 1949年11月：ウィスコンシン大学酵素研究所研究員
- 1950年：カリフォルニア大学研究員
- 1951年：アメリカ国立衛生研究所研究員
- 1952年12月：セントルイス・ワシントン大学医学部助教授（微生物学教室）
- 1954年12月：N.I.H.毒物学部長
- 1958年3月：京都大学医学部教授
- 1961年2月：大阪大学医学部教授併任（生化学第一講座　1963年まで）
- 1968年：ヴァンダービルト大学教授
- 1970年4月：東京大学医学部教授併任（栄養学講座　1974年まで）
- 1974年12月12日：日本学士院会員（第7分科（医学・薬学・歯学））
- 1973-76年 国際生化学・分子生物学連合の総裁を務める[2]
- 1979年4月：京都大学評議員（12月まで）
- 1979年12月：京都大学医学部長（1981年12月まで）
- 1983年4月：京都大学退官　名誉教授
- 1983年6月：大阪医科大学学長（1989年まで）
- 1987年7月：財団法人大阪バイオサイエンス研究所所長
- 1998年10月：財団法人大阪バイオサイエンス研究所名誉所長
- 2004年4月：財団法人大阪バイオサイエンス研究所理事長
- 2015年12月17日：老衰の為、京都市内の病院で死去[1]。享年95[3]。叙従三位[4]。

ノーベル賞委員会が公表したノミネートリストにより、1972年から1974年までノーベル化学賞にノミネートされていたことが明らかになっている。

## 学外における役職
- 国際生化学連合総裁（1973年から1976年まで）
- WHO医学研究顧問（1978年）

## 専門業績
- 酸素添加酵素「オキシゲナーゼ」の発見（1956年）
- ポリADPリボースの発見

## 受賞歴
- 1964年
  - 日本ビタミン学会賞（受賞論文「トリプトファンによるNADの生合成に関する研究」）
  - 松永賞（受賞論文「酸素添加酵素の研究」）
- 1965年 - 朝日文化賞（受賞論文「酸素添加酵素の発見と研究」）
- 1967年 - 日本学士院賞（受賞論文「酸素添加酵素の研究」）
- 1975年 - 第16回藤原賞（受賞論文「POLY(ADP-RIB)の発見、その合成分解酵素の生物学的意義に関する研究」）
- 1976年 - ニューヨーク科学アカデミー生化学賞
- 1979年 - スペイン ヒメネス・ディアズ記念賞
- 1986年 - ウルフ賞医学部門
- 1995年 - イタリア ルイジ・ムサジョ賞
- 1999年
  - ルイジアナ州立大学医学部・神経科学センター総長賞
  - カルフォルニア酸素クラブ賞・終身名誉会員
  - 第3回世界睡眠学会連合総会（WFSRS）第1回優秀科学者賞
- 2007年 - 大阪医科大学賞

## 栄典・顕彰
- 1972年
  - 文化功労者
  - 文化勲章
- 1975年 パリ市長ブロンズメダル
- 1976年 イギリス・チバ金牌
- 1984年 京都市名誉市民[6]
- 1990年 ニューオーリンズ市国際名誉市民
- 1993年 勲一等瑞宝章
- 2015年 従三位

## 著書
- 『酸素と生命』東京大学出版会 1984
- 『プロスタグランジンの基礎と臨床 研究の歴史・現況と将来への展望』メディカルトリビューン 1988

### 共編
- 『酸素添加酵素』野崎光洋共編 東京大学出版会 1973
- 『バイオリズムとその機構 第1回内藤シンポジウム』須田正巳,中川八郎共編 講談社 1976
- 『精神活動の流れを遡る 機能・構造・物質』伊藤正男共編 メディカル・ジャーナル社 1995
- 『快眠の医学 「眠れない」の謎を解く』井上昌次郎共編 日本経済新聞社 2000